# Šluknov (nádraží)
Šluknov je železniční stanice v severovýchodní části města Šluknov v okrese Děčín. Leží v km 9,552 železniční trati Rumburk–Sebnitz mezi stanicí Rumburk a dopravnou Velký Šenov.

## Historie
V roce 1873 Česká severní dráha prodloužila železniční trať z Rumburka do Šluknova, kde postavila provizorní hrázděnou výpravní budovu. Po prodloužení tratě do Mikulášovic v roce 1884 byla o rok později ve Šluknově postavena nová výpravní budova.
V roce 2021 proběhla rekonstrukce nádraží, oprava nástupišť s bezbariérovým přístupem.

## Popis stanice

### Dřívější stav
Ještě v roce 2001 byla stanice jen se zabezpečovacím zařízením 1. kategorie, nebyla zde odjezdová návěstidla, vjezdová návěstidla byla světelná, ale bez závislosti na poloze výměn. Stanice měla u budovy manipulační kolej č. 3, následovaly dopravní koleje č. 1 a 2 (obě s užitečnou délkou 478 m) a manipulační kolej č. 4. Stanice byla obsazena výpravčím v dopravní kanceláři v budově a dvěma výhybkáři na stavědlech I (rumburské zhlaví) a II. Všechny výhybky byly přestavovány ručně a byly zajištěny výměnovými zámky. U koleje č. 1 bylo nástupiště o délce 204 m, u koleje č. 2 o délce 190 m. Ze stavědla I byly rovněž mechanicky obsluhovány závory na přejezdech v km 8,971 a km 9,251, a to až do roku 2005, kdyby byly mechanické závory nahrazeny světelným přejezdovým zabezpečovacím zařízením bez závor. Přejezd na opačném záhlaví stanice v km 10,039 ovládal mechanicky závorář ze závorářského stanoviště Šluknov Zv III (v km 10,258), který kromě uvedeného přejezdu ve stanici obsluhoval drátovody rovněž mechanické závory na trati v km 10,244 a 10,601.
V roce 2006 už bylo staniční zabezpečovací zařízení částečně modernizováno, neboť na rumburském zhlaví bylo zařízení 2. kategorie typu TEST 90 B ovládané výpravčím z kolejové desky v dopravní kanceláři. Nově tak byla elektromotorickým přestavníkem vybavena výhybka č. 2 pro jízdy na koleje č. 1 nebo 2 od Rumburka. Na tomtéž zhlaví též byla světelná odjezdová návěstidla. Obě stavědla již byla zrušena, ve stanici byl pouze jeden výhybkář (na denních směnách), který přestavoval ručně přestavované výhybky. V té době byly jízdy vlaků z/do obou sousedních dopraven stále zabezpečovány pomocí telefonického dorozumívání.

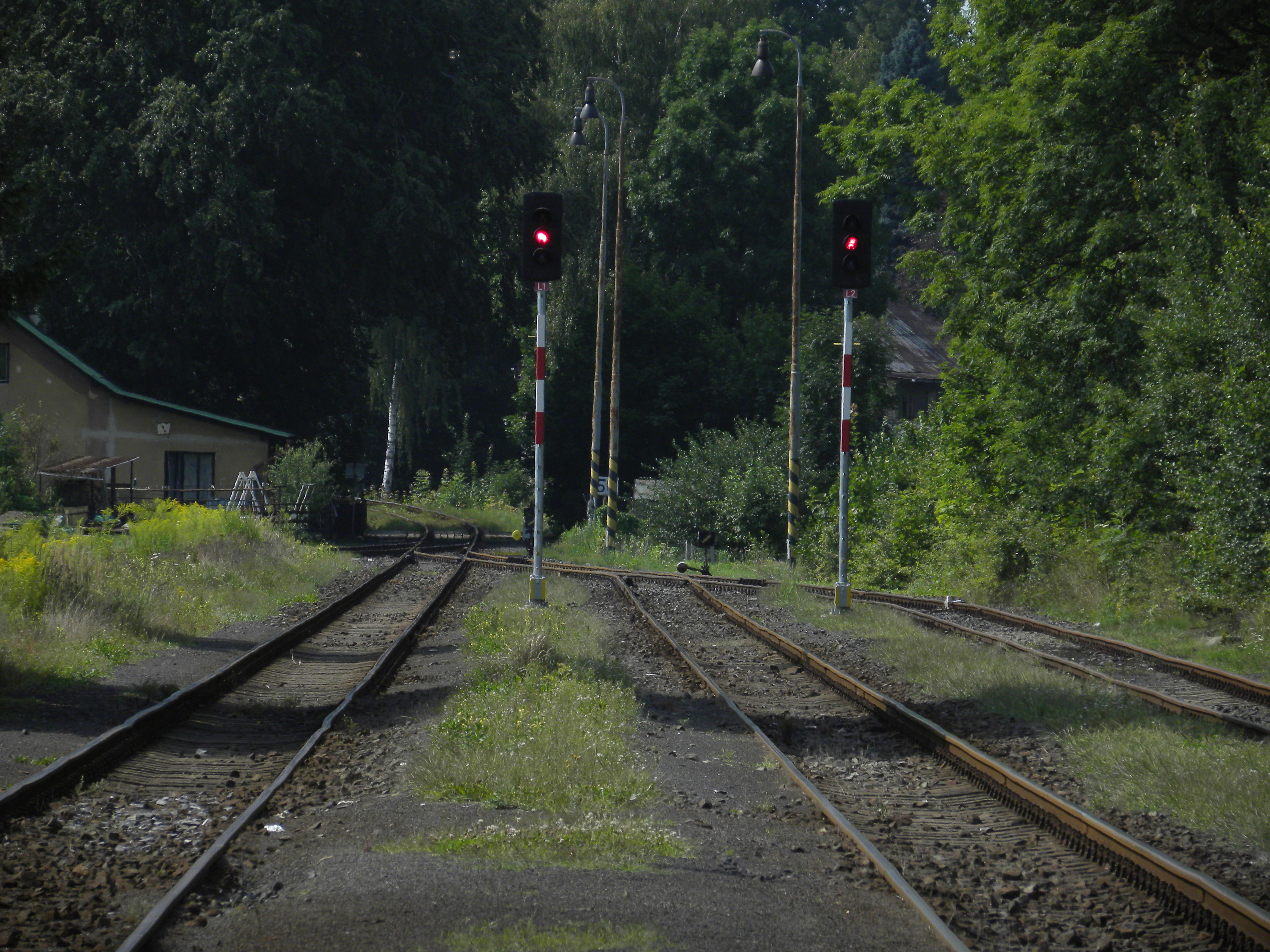
Velkošenovské zhlaví ve stavu po roce 2013

Takový stav byl ve stanici až do roku 2013, kdy došlo k aktivaci reléového staničního zabezpečovacího zařízení typu DRS. Ještě téhož roku pak bylo ovládání tohoto stavědla přeneseno do již existujícího pracoviště JOP ve stanici Rumburk, odkud byla již dříve ovládána stanice Jiříkov. Zůstala samozřejmě možnost místní obsluhy pohotovostním výpravčím. Jízdy vlaků v traťovém úseku do Rumburku byly nově zabezpečeny pomocí automatického hradla bez oddílových návěstidel. Mezi Šluknovem a Velkým Šenovem zůstalo telefonické dorozumívání dle předpisu D3. Stanice už měla světelná odjezdová návěstidla na obou zhlavích, na každém zhlaví pak bylo po jedné výhybce s elektromotorickým přestavníkem (pro jízdy vlaků na z/na dopravní koleje). Dopravní koleje měly užitečnou délku 318 m a byla u nich vybudována nástupiště o délce 45 m. Bylo rovněž zrušeno závorářské stanoviště Zv III na trati, neboť z něho obsluhované přejezdy byly v rámci investiční akce „Přejezdy v úseku Rumburk–Dolní Poustevna, pilotní projekt“ osazeny světelným zabezpečovacím zařízením s počítači náprav. Nově však byly přejezdy P3543 (km 10,244) a P3544 (km 10,334) ve stanici a nikoli na trati, neboť došlo k vysunutí vjezdového návěstidla S z původní polohy v km 10,178 do nové polohy v km 10,421.

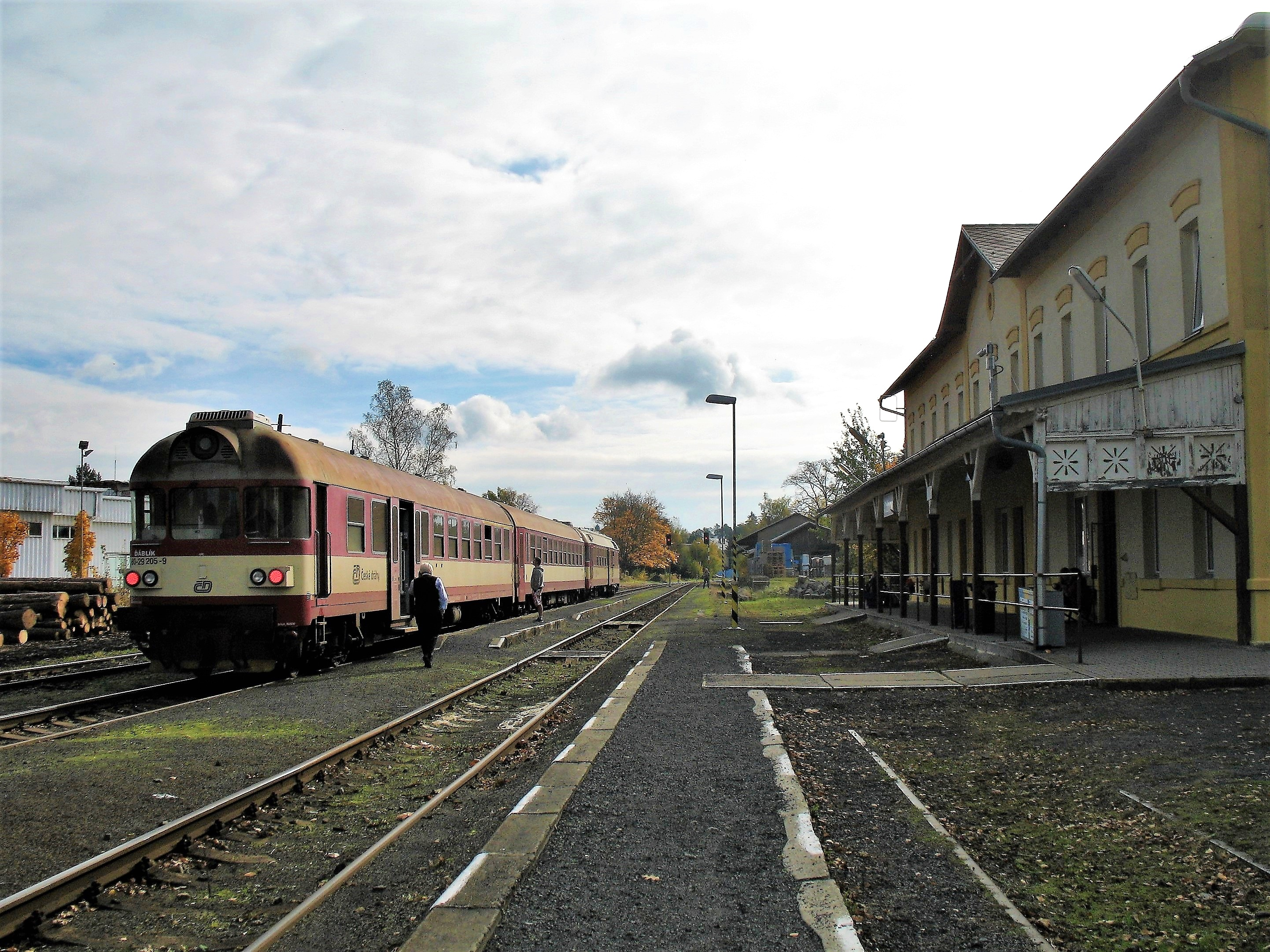
Kolejiště v roce 2014 již s částečně snesenou manipulační kolejí u budovy

Mezi lety 2013–2014 došlo k částečnému snesení manipulační koleje č. 3 (u budovy), zpočátku ještě bez snesení výhybek na zhlavích. Byl tedy zachován původní stav s odklonem osy, to znamená, že od Rumburka byla jízda přímým směrem na kolej č. 3 (v roce 2014 už neexistující), od Velkého Šenova na kolej č. 1. Odklon osy byl odstraněn až po snesení výhybek na zaniklou kolej č. 3, rekonstrukci nástupišť a úpravě zabezpečovacího zařízení v roce 2021.

### Stav v roce 2023
Stanice je vybavena reléovým staničním zabezpečovacím zařízením typu Dispečerské reléové stavědlo (DRS), které je v základním stavu řízeno pomocí rozhraní JOP dálkově ovládaného ze stanice Rumburk. Možná je také místní obsluha pomocí indikační desky umístěné v dopravní kanceláři ve Šluknově.
Ve stanici jsou dvě dopravní a jedna oboustranně zapojená manipulační kolej. Přímo u budovy je dopravní kolej č. 1 (užitečná délka 145 m), následuje dopravní kolej č. 2 (308 m) a manipulační kolej č. 4 (365 m). Stanice je vybavena světelnými vjezdovými i odjezdovými návěstidly u všech kolejí, přičemž odjezdové návěstidlo L1 je umístěno už před centrálním přechodem a z tohoto důvodu má kolej č. 1 užitečnou délku pouhých 145 m. Vjezdové návěstidlo L od Rumburka se nachází v km 8,863, vjezdové návěstidlo S z opačného směru pak v km 10,422. Dvě rozhodující výhybky pro jízdy vlaků na dopravních koleje jsou vybaveny elektromotorickými přestavníky s elektrickým ohřevem, dvě výhybky směřující na manipulační kolej jsou přestavovány ručně.
U dopravních kolejí jsou zřízena nástupiště, vnější (u budovy) u koleje č. 1 a poloostrovní s centrálním přechodem u koleje č. 2. Délka obou nástupišť je 110 m, výška nástupní hrany obou nástupišť je 550 mm nad temenem kolejnice. Přímo ve stanici se nachází celkem pět železničních přejezdů, jde o přejezdy P3540 a P3541 na rumburském záhlaví a přejezdy P3542, P3543 a P3544 na velkošenovském záhlaví.
Jízdy vlaků v traťovém úseku do Rumburku jsou zabezpečeny pomocí automatického hradla bez oddílových návěstidel. Mezi Šluknovem a Velkým Šenovem se jízdy zabezpečují podle předpisu D3.

### Výpravní budova
Výpravní budova byla dvoupodlažní stavba krytá sedlovou střechou. V roce 1903 byla zvětšena na obou stranách přístavbami a dřevěnou nástupištní verandou. Okapové strany jsou členěny osmi okenními osami a segmentovými nadokenními a parapetními římsami z režného cihelného zdiva. Provizorní výpravní budova byla adaptována na nádražní restauraci a na byty pro restauratéra a skladištního dozorce.

## Galerie

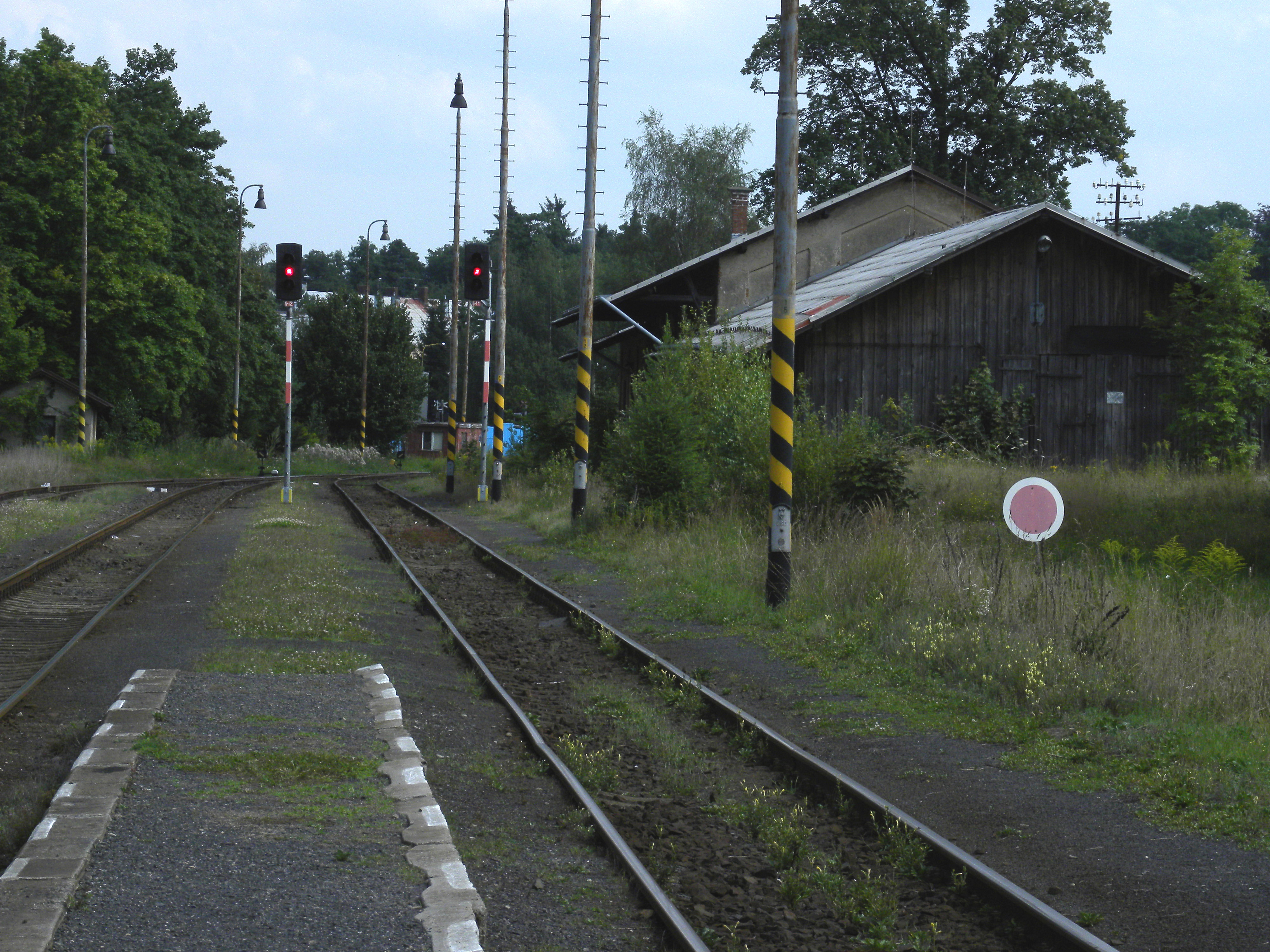
Budova skladu
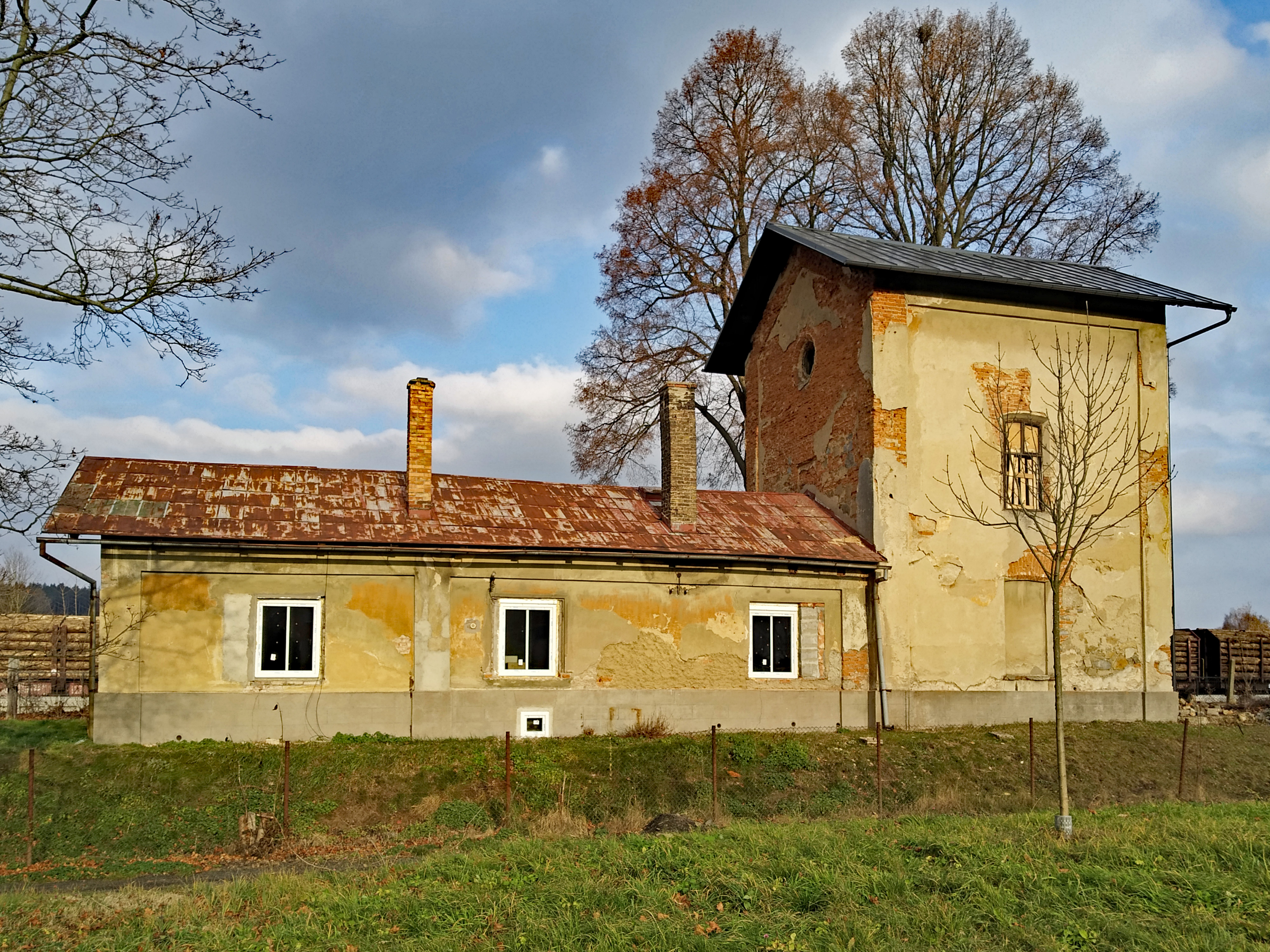
Vodárna
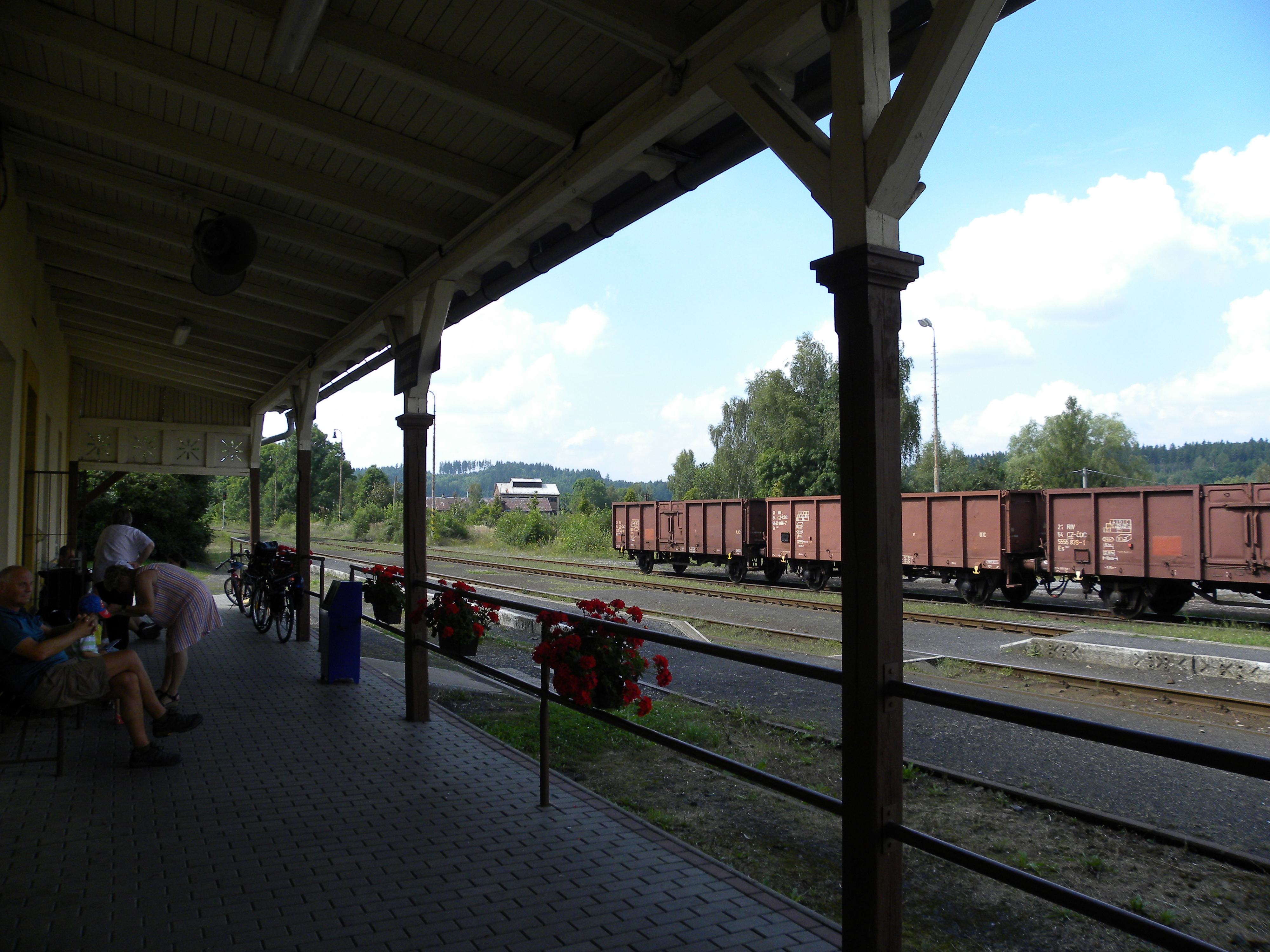
Kryté nástupiště